# Mikael Abram
Mikael Abram (* 9. Juni 1996) ist ein italienischer Skilangläufer.

## Werdegang
Abram, der für den C.S. Esercito startet, nahm von 2012 bis 2016 an U18 und U20-Rennen im Alpencup teil. Dabei belegte er in der Saison 2014/15 den neunten Platz und in der Saison 2015/16 den fünften Platz in der U20-Gesamtwertung. Seine besten Ergebnisse beim Europäischen Olympischen Winter-Jugendfestival 2013 in Predeal waren der 32. Platz über 7,5 km klassisch und der 12. Rang mit der Mixed-Staffel. Bei den Junioren-Skiweltmeisterschaften 2014 im Fleimstal kam er auf den 41. Platz im Skiathlon und auf den achten Rang mit der Staffel und bei den Junioren-Skiweltmeisterschaften in Almaty auf den 42. Platz im Skiathlon, auf den 39. Rang über 10 km Freistil und auf den sechsten Platz mit der Staffel. Seine besten Platzierungen bei den Junioren-Skiweltmeisterschaften 2016 in Râșnov waren der 13. Platz im Sprint und der sechste Rang mit der Staffel. Im Dezember 2016 startete er in Valdidentro erstmals im Alpencup und belegte dabei den 66. Platz über 15 km klassisch. Anfang Februar 2018 wurde er in Cogne beim Marcialonga Light über 45 km klassisch Zweiter. Seine ersten Rennen im Weltcup absolvierte er im Februar 2019 in Cogne. Dabei errang er den 56. Platz im Sprint und den 54. Platz über 15 km klassisch. Bei den U23-Skiweltmeisterschaften 2019 in Lahti lief er auf den 62. Platz über 15 km Freistil, auf den 49. Rang im Sprint und auf den 44. Platz im 30-km-Massenstartrennen. In der Saison 2019/20 erreichte er in St. Ulrich am Pillersee mit dem zweiten Platz über 10 km Freistil seine erste Podestplatzierung im Alpencup und holte bei der Tour de Ski 2019/20 mit dem 45. Platz seine ersten Weltcuppunkte. Im Dezember 2021 gewann er den La Sgambeda.

## Siege bei Continental-Cup-Rennen
| Nr. | Datum           | Ort       | Disziplin                      | Serie    |
| --- | --------------- | --------- | ------------------------------ | -------- |
| 1.  | 20. Januar 2024 | Jakuszyce | 10 km Freistil Individualstart | Alpencup |